# Клиуокс
Клиуокс (англ. Cleawox) — бессточное солоноватое озеро на побережье Тихого океана в округе Лейн, Орегон, США. Находится примерно в 3 км южнее Флоренса.
Площадь поверхности озера оценивается в 0,32 км², 0,33 км². Высота над уровнем моря составляет 24 или 23 м. Глубина оценивалась в 15 м в 1954 году, однако с тех пор наблюдается заполнение озёрной котловины песчаными отложениями. В 2008 году зафикисирована глубина 12 м. Объём воды в 1954 году составлял 1,716 млн м³ (1391 акр-фут). Протяжённость береговой линии — 8 км.
Озеро образовалось в результате затопления верховьев небольшого прибрежного ручья во время постледникового подъема уровня моря и последующего окаймления его берегов песчаными дюнами. По оценкам, дюны на его западном берегу продвигаются на север со скоростью примерно 5—6 м (15—20 футов) в год. Озеро имеет приток Бак-Крик. С 1939 года дюны южного берега Клиуокса сместились примерно на 150 метров на север со средней скоростью 2,3 метра в год.
Несмотря на низкую популярность рыбалки в озере, Клиуокс активно используется в качестве места для купания, гребли на каноэ и пикников. Рядом с водоёмом располагается лагерь для девочек-скаутов. На берегах озера — Национальная зона отдыха Дюны Орегона (около 3 км береговой линии) и Государственный парк Ханимен (1,6 км).
Название озера происходит из языка саюсло, где звучало как klē' ə woks.